# ناکا-کو، ناگویا
ناکا-کو، ناگویا (به لاتین: Naka-ku, Nagoya) یک منطقهٔ مسکونی در ژاپن است که در ناگویا واقع شده‌است.

## خصوصیات
ناکا-کو ۹٫۳۸ کیلومترمربع مساحت و ۷۹٬۴۱۰ نفر جمعیت دارد.